# 10433 Ponsen
10433 Ponsen è un asteroide della fascia principale. Scoperto nel 1960, presenta un'orbita caratterizzata da un semiasse maggiore pari a 2,7574030 UA e da un'eccentricità di 0,0712104, inclinata di 6,85434° rispetto all'eclittica. È dedicato a Jaap Ponsen, astronomo olandese del XX secolo.